# Alexander Schowtka
Alexander Schowtka (* 18. September 1963 in Valencia, Venezuela) ist ein ehemaliger deutscher Schwimmer, der 1984 eine olympische Silbermedaille gewann.

## Karriere
Schowtka wuchs in Ecuador auf und siegte für Ecuador bei den südamerikanischen Juniorenmeisterschaften 1981 über 200 Meter Freistil. 1982 zog Schowtka zum Informatik-Studium nach Hamburg und schloss sich der Schwimmgemeinschaft Hamburg an. Ab 1983 war er für die Bundesrepublik Deutschland startberechtigt. Bei den Europameisterschaften 1983 in Rom verpasste Schowtka mit der 4-mal-100-Meter-Freistilstaffel als Vierter nur knapp eine Medaille. Die 4-mal-200-Meter-Freistilstaffel verbesserte am 23. August den Weltrekord auf 7:20,40 Minuten und siegte in der Besetzung Thomas Fahrner, Alexander Schowtka, Andreas Schmidt und Michael Groß vor der Staffel aus der DDR.
1984 gewann Schowtka über 100 Meter Freistil seinen ersten Deutschen Meistertitel. Bei den Olympischen Spielen 1984 stand die 4-mal-200-Meter-Freistilstaffel als erster von den vier Wettbewerben auf dem Programm, an denen Schowtka teilnahm. Im Vorlauf hatte die US-Staffel den Weltrekord der deutschen Staffel aus dem Vorjahr unterboten. Im Finale führten die Schwimmer aus den Vereinigten Staaten vom Start weg, die deutsche Staffel mit Thomas Fahrner, Dirk Korthals, Alexander Schowtka und Michael Groß kam durch den Schlussschwimmer Groß zwar bis auf vier Hundertstelsekunden an die US-Amerikaner heran und verbesserte in 7:15,73 Minuten ihren Europarekord um über vier Sekunden, erhielt aber nur die Silbermedaille. Für den Gewinn dieser Silbermedaille erhielten er und die deutsche Staffel vom Bundespräsidenten das Silberne Lorbeerblatt. Nachdem Schowtka über 100 Meter Freistil im Vorlauf ausgeschieden war, belegte er mit der 4-mal-100-Meter-Freistilstaffel den vierten Platz, knapp hinter der schwedischen Staffel. In der 4-mal-100-Meter-Lagenstaffel schwamm Schowtka nur im Vorlauf mit, die Staffel belegte im Finale ebenfalls den vierten Platz.
1985 siegte Schowtka erneut bei den Deutschen Meisterschaften über 100 Meter Freistil. Bei den Europameisterschaften in Sofia schwamm Schowtka in beiden Freistilstaffeln. Über 4-mal 100 Meter siegten Alexander Schowtka, Thomas Fahrner, Dirk Korthals, Michael Groß vor den Staffeln aus der DDR und aus Schweden. Alexander Schowtka, Michael Groß, André Schadt und Thomas Fahrner siegten über 4-mal 200 Meter vor den Schweden.
1986 gewann Alexander Schowtka bei den Weltmeisterschaften in Madrid seine letzte große Medaille. Die bundesdeutsche 4-mal-200-Meter-Freistilstaffel mit Rainer Henkel, Michael Groß, Alexander Schowtka und Thomas Fahrner gewann in 7:15,96 Minuten Silber. Zwar hatten die vier Schwimmer dieses Mal die US-Staffel hinter sich gelassen, aber fünf Hundertstelsekunden Vorsprung reichten der Staffel aus der DDR zum Weltmeistertitel.